# 阿塞拜疆共和国食品安全署
阿塞拜疆共和国食品安全署（阿塞拜疆语：Azərbaycan Respublikasının Qida Təhlükəsizliyi Agentliyi）是一个由阿塞拜疆共和国内阁负责的国家机构，旨在确保并监管食品安全。

## 事件
阿塞拜疆共和国总统伊利哈姆·阿利耶夫于2017年11月14日签署了关于设立食品安全署的法令，该机构是具有行政权力的中央机构。
阿塞拜疆食品安全署与巴库媒体中心于2018年3月14日签署了谅解备忘录。根据谅解备忘录，双方同意发展和加强相互合作的关系，建立和管理公共关系，并组织各种联合活动，为企业和社会责任做出相应的贡献。该机构的标志在活动中向公众进行展示。
阿塞拜疆反腐败总局与总检察长和食品安全署于2018年5月2日在反腐败领域签署了谅解备忘录。
2018年5月7日，阿塞拜疆共和国食品安全署举办了一场纪念盖达尔·阿利耶夫诞辰95周年的活动。
第24届阿塞拜疆国际食品工业展览会、2018年世界食品阿塞拜疆展和第12届阿塞拜疆国际农业展览会的开幕新闻发布会于5月15日举行。

## 国际关系
阿塞拜疆共和国食品安全署与以下几个国际组织有合作关系：
- 世界卫生组织
- 联合国粮食及农业组织[12]
- 世界动物卫生组织
- 国际植物保护公约
- 国际标准化组织
- 国际实验室认可合作组织
- 食品法典委员会[13]
- 欧洲联盟